# Dunstan Thompson
Dunstan Thompson (New London, Connecticut, 30 de agosto de 1918 - Cley-next-the-sea, Norfolk, 19 de enero de 1975) fue un poeta americano que vivió en Gran Bretaña. Fue un escritor católico que escribió abiertamente sobre sus experiencias homosexuales y como soldado durante la Segunda Guerra Mundial.

## Vida y carrera
Thompson nació el 30 de agosto de 1918 en New London, Connecticut, el hijo único de Terry Brewster Thompson, oficial de la armada estadounidense, y de Virginia Leita Montgomery, quien descendía de Charles Carroll de Carrollton, uno de los firmantes de la Declaración de Independencia de los Estados Unidos.
Dunstan se educó en un ambiente cosmopolita de clase media alta católica, muy relacionada con la jerarquía de la Iglesia. Se educó en cuatro diferentes instituciones católicas. 
Thompson ingresó a la Universidad de Harvard en 1936, en la misma época en la que abandona su fe y comienza a llevar una vida abiertamente homosexual.
Durante las vacaciones de verano de 1938 y 1939 Thompson pasó un mes en el pueblo de Rye, Sussex en Inglaterra asistiendo a una escuela de verano para jóvenes escritores y pintores dirigida por el poeta Conrad Aiken y su esposa. Thompson se convirtió en pupilo y amigo de Aiken, quien le presentó al celebérrimo escritor T. S. Eliot.
Dunster Thompson comenzó a ser considerado como un joven escritor dotado de gran talento y como una promesa en el mundo de la literatura. Entre los escritores que más influyeron a Thompson se pueden mencionar a Oscar Williams, Horace Gregory, Marya Zaturenska y sobre todo George Barker.
Thompson se asoció con el poeta y libretista de Hollywood Harry Brown para editar una revista literaria, Vice Versa, en New York entre 1940 y 1942.
En 1942 se enlistó en el ejército americano; sus Poems (Simon & Schuster) fueron publicados en 1943. Borges tradujo los poemas Thane of Ghosts (Señor de fantasmas) y Memorare al español, publicados en los números 113-114 de la revista Sur de abril de 1944. 
En el mismo año de 1942 publicó una novela, The Dove with the Bough of Olive. 
Gran parte de su obra poética hasta 1950 tenía una de alta carga homoerótica.
En 1945 conoce al escritor británico Philip Trower (n. 1923) de quien se enamora y con quien forman una pareja estable en 1947 luego de su viaje por el Medio Oriente
En 1948 Thompson y Trower se establecen en una casa en Cley-next-the-sea, en Norfolk.
Por aquellos años Thompson seguía manteniendo su círculo de amigos escritores de los que se puede mencionar a T. S. Eliot, Osbert Sitwell,  John Lehman y Paul Dehn.
En 1947 publicó Lament for the Sleepwalker, otro libro de poesía, y un libro de viaje, The Phoenix in the Desert, apareció en 1951.
En los años siguientes publicó muy poco, y prácticamente desapareció de los círculos literarios; unos pocos poemas fueron publicados en las revistas literarias. 
Hacia 1950, Thompson tuvo una profunda conversión hacia su fe católica y regresó a la Iglesia en 1952, seguido por Trower en 1953, que venía de una familia anglicana. Un sacerdote les dio autorización para que ambos pudiesen vivir juntos como hermanos en un mismo hogar en castidad, hecho que ha sido remarcado tanto por los críticos literarios pro-gays como católicos. Desde 1953 Thompson y Trower vivieron muy comprometidos con la Iglesia católica.
Si bien nunca dejaron de verse con sus amigos gays de su juventud, Thompson y Trower vivieron juntos en castidad hasta la muerte de Thompson ocurrida el 19 de enero de 1975 en el pueblo costero de Cley-next-the-sea en el que había vivido desde 1948; Trower cuidó a su amigo durante sus últimos días de vida.
En 1984, Trower publicó Poems 1950-1974 (1984, Paradigm Press), una colección póstuma de los poemas de su amigo de su etapa católica.
Philip Trower, aún le sobrevive (2016).

## Obra
- Poems (1943)
- "Lament for the Sleepwalkers" (1946)
- "Phoenix in the Desert" (1951) Libro de viaje
- "The Dove with the Bough of Olives" (1954) Novela